# بیگ واتر (یوتا)
بیگ واتر (به انگلیسی: Big Water) شهری در ایالت یوتا کشور ایالات متحده آمریکا است که جمعیت آن در سرشماری سال ۲۰۱۰ میلادی، ۴۷۵ نفر بوده‌است.